# Glücksgefühle Festival
Das Glücksgefühle Festival ist ein Musikfestival in den Musik-Genres: Pop, Rock, Hip-Hop und EDM. Es wird auf dem Hockenheimring in Hockenheim veranstaltet. Die erste Ausgabe fand vom 14. bis 17. September 2023 statt.

## Allgemeines

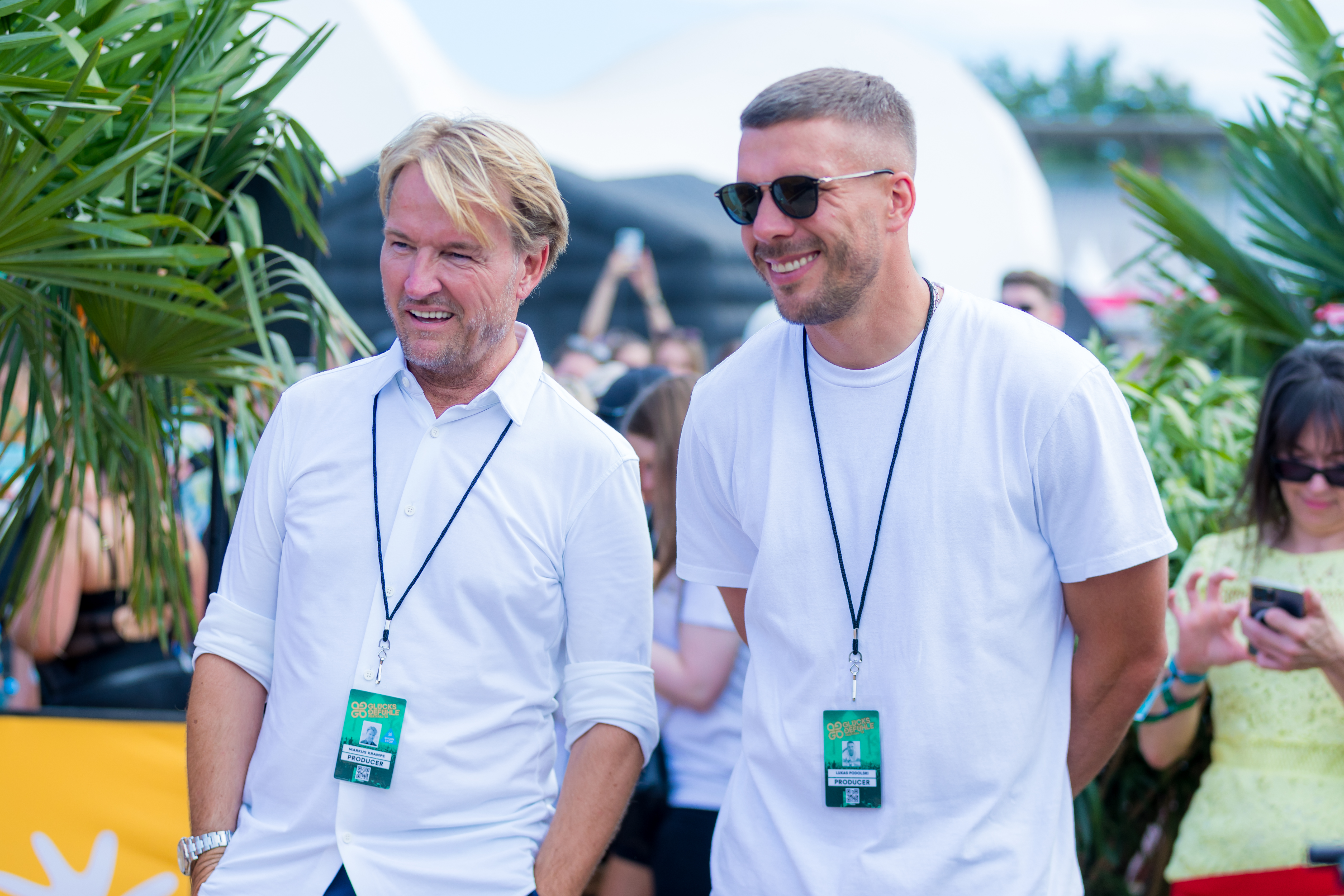
Markus Krampe (links) und Lukas Podolski auf dem Glücksgefühle Festival 2023

Das Festival wird organisiert durch den Musikmanager Markus Krampe sowie dem Fußballspieler Lukas Podolski. Als Vertretung der Glücksgefühle Entertainment GE ist Krampe eingetragen.
Als Veranstaltungsort fungiert der Innenbereich des Hockenheimrings.
Bei der Erstausgabe 2023 wurden laut Veranstalter rund 130.000 Tickets verkauft.

## Ausgaben

### 2023

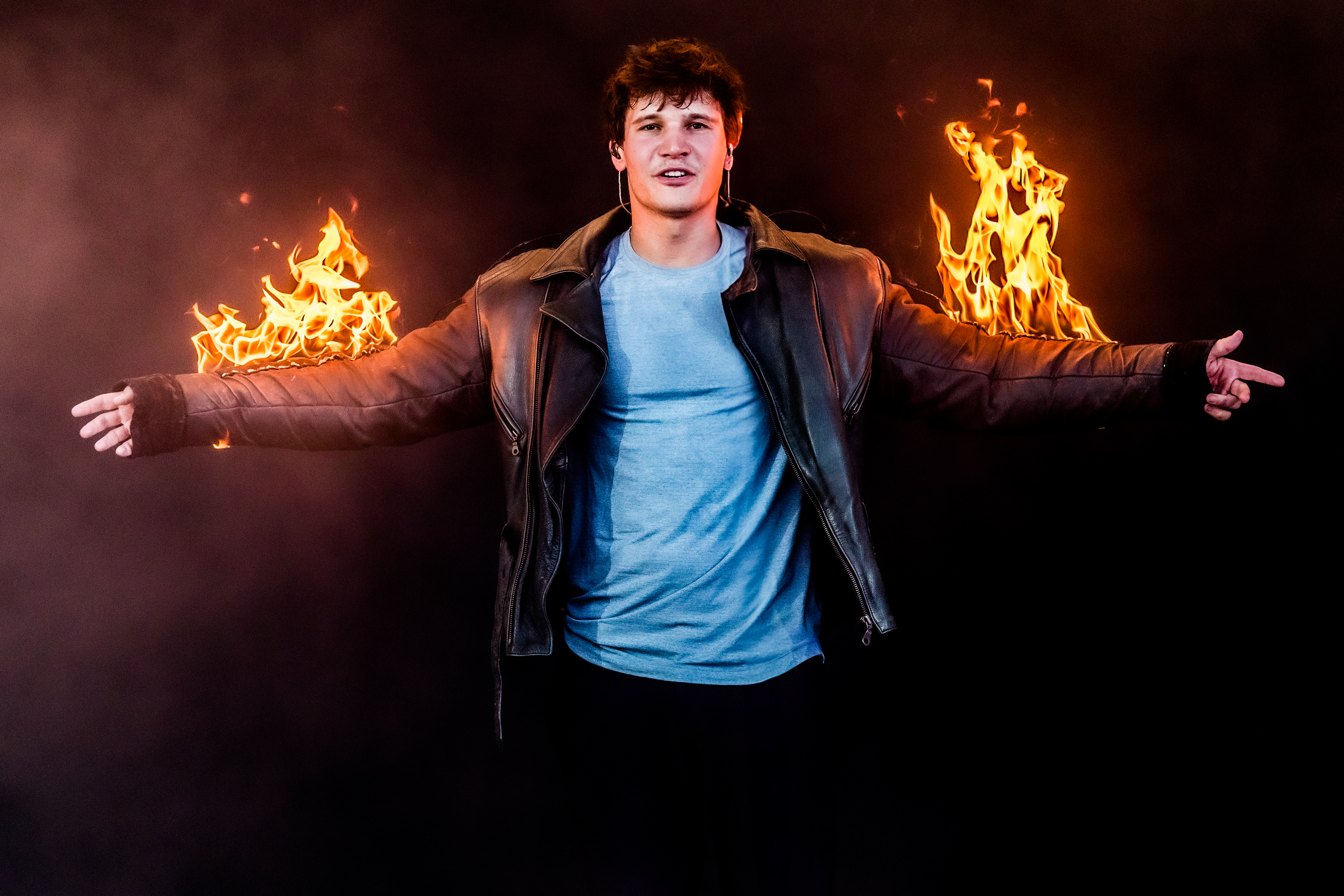
Wincent Weiss auf der „Euphoria Stage“ beim Glücksgefühle Festival 2023

Camping: 14. bis 17. September, Festivalbetrieb: 15. und 16. September.
Das Line-Up verteilte sich auf die beiden Hauptbühnen „Euphoria Stage“ sowie „Cloud 9 Stage“ im Bereich des Motodroms und die kleinere „Good Vibes Only Stage“ nahe der Osttribüne.
Euphoria: Marteria, Sido, Cro, Milky Chance, Sarah Connor, Clueso, Wincent Weiss, Gentleman, Nico Santos, Donots, LEA, Zoe Wees, Joris, Leony, Kayef, Kamrad.
Cloud 9: Alle Farben, ATB, Felix Jaehn, Neelix, Paul van Dyk, Robin Schulz, Steve Aoki, Timmy Trumpet, Topic, VIZE, David Puentez, Gestört aber geil, Glockenbach, Harris & Ford, HBz, Mausio, Mia Julia, Moguai, OBS, Stella Bossi, YouNotUs, Max Bering, Valentino West.
Good Vibes Only: Avaro, Brandon, CARSTN, Deniz Koyu, Kryder, Leon Brooks, Liquidfive, Mark Bale, Micha Moor, Mylø, Steve L, Eedion, Alex Hövelmann, Felix Caso, Fortella, Daniel Cline, Rewi B2B Blvckcrowz, Oliver Magenta, Lizot, Noel Holler, Avaion.

### 2024
Das Festival fand vom 12. bis 15. September 2024 erneut auf dem Hockenheimring statt. Etwa 200.000 Menschen besuchten das Event.

### 2025
Das Festival ist vom 11. bis 14. September 2025 auf dem Hockenheimring geplant.